# Ferdinand Faczinek
Ferdinand Faczinek (31. prosince 1911 – 1991) byl slovenský fotbalista, pravá spojka, československý reprezentant.

## Sportovní kariéra
Za československou reprezentaci odehrál 8 utkání, a to v letech 1934–1937. Mistr Československa z roku 1936, titul získal se Spartou Praha, kam se dostal v roce 1934. Ve Spartě do roku 1937 sehrál 133 zápasů a s ní též roku 1935 vybojoval Středoevropský pohár, nejvýznamnější pohárovou trofej meziválečné Evropy.